# Serrastretta
Serrastretta (Serrashrìtta in calabrese) è un comune italiano sparso di 2 858 abitanti della provincia di Catanzaro in Calabria nella zona pedemontana silana.

## Geografia fisica
Serrastretta è attraversato dal torrente La Fiumarella e si estende nella parte settentrionale della provincia di Catanzaro, tra i monti Condrò e Portella. Domina la valle del fiume Amato.
Il territorio è ricco di boschi con castagni, querce e faggi. Il comune è posto alle pendici della Sila e il suo territorio rientra, in parte, nell'Istmo di Marcellinara (il punto più stretto d'Italia). Il territorio comunale arriva a 1198 metri di altitudine massima s.l.m. (Monte Condrò) e arriva a sfiorare i 100 metri s.l.m. nei pressi di Nocelle (località Pantanelle). L'escursione altimetrica comunale è pari a 1098 metri.
Il territorio è collocato in una gola tra le serre. A Serrastretta sul Monte Condrò (poco prima del comune) vi è una vasta faggeta dove è presente un laghetto artificiale.
Il territorio comunale è collinare nella sua parte inferiore (Nocelle, Cancello, Salice,Migliuso, San Michel, Mruchi, e montano invece dalla sue frazioni di Angoli, Accaria, Viterale a salire fino su a Serrastretta.
Nel territorio comunale sono presenti in notevole quantità sorgenti d'acqua minerale naturale che sgorga fresca dal sottosuolo.

### Clima
La collocazione geografica del comune consente a Serrastretta di godere di un clima estivo non eccessivamente caldo. Per le frazioni poste in collina la stagione estiva si presenta molto gradevole, perché anche se più soleggiate, sono interessate da un piacevole venticello, che rinfresca le abitazioni. L'inverno si presenta freddo e non sono rare le nevicate al comune e fino alle frazioni di Serre, Viterale, Polidonti, Angoli. class="wikitable sortable"
|+Temperature medie di ogni mese (fonte NOAA)
!Mese
!T° Minima
!T° Massima
|-
|Gennaio
|0°
|9°
|-
|Febbraio
|0°
|9°
|-
|Marzo
|2°
|11°
|-
|Aprile
|4°
|13°
|-
|Maggio
|8°
|17°
|-
|Giugno
|11°
|21°
|-
|Luglio
|13°
|23°
|-
|Agosto
|14°
|24°
|-
|Settembre
|11°
|21°
|-
|Ottobre
|8°
|18°
|-
|Novembre
|4°
|13°
|-
|Dicembre
|1°
|10°
|}

## Origini del nome
l nome è un composto da "serra" e "stretta", riferendosi alla posizione geografica del paese, collocato in una gola tra le propagaggini della Sila.

## Storia
Serrastretta fu fondata nel 1383 dalle famiglie Bruni, Mancuso, Fazio, Talarico e Scalise di Scigliano che, per gare intestine  emigrarono dalla predetta Scigliano, trovarono rifugio — tormentate dai loro nemici — in quest’area tra due Serre. Il nome Serrastretta fu dato per la prima volta da alcuni abitanti di Taverna, i quali, dirigendosi verso Nicastro, notarono questo piccolo abitato “stretto tra due Serre”. Fu feudo della famiglia Caracciolo. Nel 1609 fu acquistata dai d'Aquino. Fin dall'origine fu aggregata come "Casale" all'Università di Feroleto Antico; nel 1595 la Regia Corte della Calabria Ultra, a seguito di un censimento, elevò il paese ad Università (oggi Comune).
Il 19 gennaio 1807 Serrastretta fu elevata a sede circoscrizionale dei Governi del Regno, poi confermata ed ampliata con regio decreto nel 1816 di re Ferdinando di Borbone e dalla successiva ristrutturazione operata nel 1860 dopo l'Unità d'Italia. Il 20 marzo 1807 la sede del Giudice di Pace fu trasferita da Feroleto Antico a Serrastretta; poi fu trasformata nel 1862 in Pretura.
Nel corso dei secoli Serrastretta ha sempre goduto di un’ottima fama, grazie anche alla ricca famiglia D'Aquino che le fece conoscere un notevole sviluppo economico nel campo dell'artigianato e nella diffusione del commercio del baco da seta. Serrastretta è stata anche uno dei primi centri abitati del Sud Italia ad avere l’energia elettrica, ancora prima di Catanzaro. Nella parte bassa del paese vi sono i resti della centrale idroelettrica gestita dalla S.I.E.S. (Società Idro Elettrica Serrastrettese) finanziata da una abbiente famiglia del capoluogo (correva l'anno 1908).

### Storia sismica
Il comune di Serrastretta ha risentito (secondo le fonti storiche a noi giunte) di notevoli eventi tellurici accaduti in Calabria.
Il terremoto della Calabria del 27 marzo 1638 causò nel paese danni pari al X grado della scala Mercalli. Questo è l'evento sismico che ha causato i maggiori danni al paese. I due successivi eventi verificatisi in Calabria, il terremoto della Calabria meridionale del 1783 e il terremoto della Calabria del 1905, provocarono danni pari all'VIII grado della scala Mercalli.
Secondo Ithaca, il catalogo delle faglie capaci d'Italia, il territorio comunale è attraversato, tra le frazioni di Cancello e Migliuso, da una faglia denominata "Nicastro" e nelle vicinanze delle frazioni di Accaria, Accaria Rosario, Quinzi, San Michele e tra Migliuso e Catena da un'ulteriore faglia denominata "Galli". La presenza di tali faglie è dovuta alla complessa situazione geologica che interessa l'intera Calabria. Serrastretta rientra nella zona 1, la zona a più elevato rischio sismico.

### Simboli
Lo stemma, liberamente utilizzato dal comune anche se privo di formale decreto di concessione, si blasona: d'argento, ai tre pini al naturale, su tre colli di verde fondati in punta; lo scudo è timbrato da San Gaetano sormontato da una corona ducale. I pini alludono ai vasti boschi che caratterizzano il territorio; lo scudo è sormontato dal busto del santo patrono Gaetano Thiene, fondatore dei chierici regolari teatini.
Il gonfalone è un drappo di azzurro.

## Monumenti e luoghi d'interesse

### Monumenti e palazzi nobiliari
In piazza Pitagora, la piazza principale del paese, si trova la parrocchia dedicata alla Beata Vergine Maria del Soccorso, che viene venerata la seconda domenica di settembre. Al suo interno si possono ammirare le opere realizzate dai Mastri Struccatori di Miglierina e tre quadri di Zivatore, seguace del pittore di Taverna Mattia Preti. Al di fuori della chiesa è collocata una statua di padre Pio da Pietrelcina.
Tra i più antichi palazzi serrastrettesi abbiamo: Palazzo Talarico, Palazzo Torchia, Palazzo Bruni e l'ottocentesco Palazzo Pingitore (vedasi fotografia in "immagini del territorio").
A Serrastretta, in via Giacomo Leopardi, vi è un monumento in ricordo delle vittime della guerra.

### Faggetta del Monte Condrò
Non troppo distante dal borgo di Serrastretta è possibile avventurarsi nella Faggeta di Monte Condrò, un’area boschiva di circa 200 ettari che appartiene alla Sila Piccola (precisamente al massiccio del Reventino). Secondo leggende locali i "Margari", una popolazione locale, nascosero un tesoro sotto una grossa pietra chiamata "Pietra dei Margari".

## Società

### Evoluzione demografica
Abitanti censiti

### Lingue e dialetti
A Serrastretta è parlato il dialetto calabrese, specificamente il dialetto lametino (variante del dialetto calabrese centrale).

## Cultura

### Attività culturali

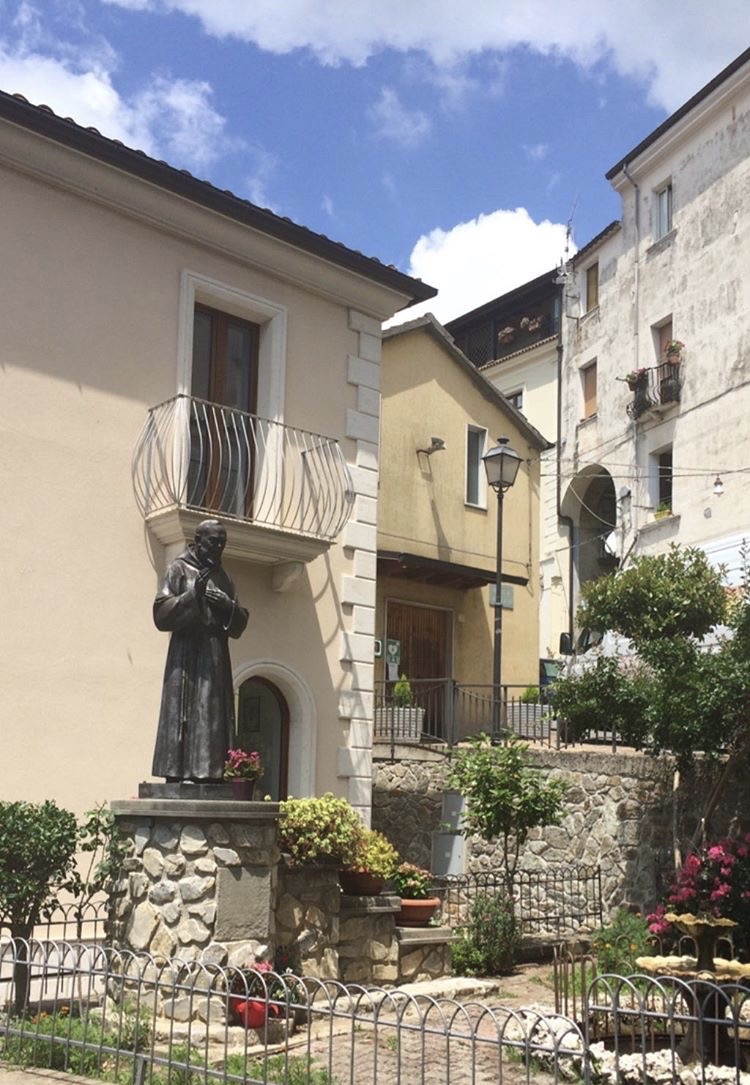
La statua di padre Pio da Pietrelcina a Serrastretta

Le attività culturali vengono promosse da numerose associazioni presenti sul territorio tra le quali spiccano la Pro Loco, l'associazione culturale e sportiva Dalida, l’associazione Primavera e l’associazione il Miglio. Nel comune sono presenti anche due gruppi folkloristici che da anni conservano e promuovono i canti e i balli tipici del territorio. La Pro Loco ha valorizzato l’antico palazzo Pingitore rendendolo fulcro della sua manifestazione “Serrastretta nel Tempo” e ha spianato la strada all’amministrazione comunale per la sua ristrutturazione. Oggi la struttura accoglie il Museo della Civiltà Contadina ed Artigiana e la sede della Pro Loco che gestisce il museo. La famosa cantante Dalida ha origini di Serrastretta e l’associazione a lei dedicata ne evoca la sua memoria e la sua fama artistica con frequenti manifestazioni. Nel capoluogo vi è un anfiteatro a lei dedicato che con i lavori in corso diventerà un auditorium coperto per gli eventi dell’intera zona del Reventino. Nel 2007 è stata inaugurata la casa museo dedicata alla cantante dove sono esposte stampe e oggetti a lei collegati.
A Serrastretta inoltre è presente la sinagoga "Ner Tamid del Sud" (luce eterna del sud) fondata nel 2006 da Rabbi Barbara Aiello, la prima rabbino donna in Italia.

### Cucina
Le pietanze diffuse a Serrastretta sono: Pasta chjina (Pasta ripiena) con uova, polpette di carne, formaggio pecorino e sugo di pomodoro, il tutto cotto al forno, Milingiane chine polpette di melanzane messe in una "conchiglia" fatta dalla buccia della melanzana fritte, Fhjuri mbainati pastelle di fiori di zucca, Grispelle ciambelle fritte fatte di pasta di patate, Vrasciole (braciole di patate) con patate, formaggio pecorino e prezzemolo.
Tra i salumi spiccano la soppressata, le salsicce, il capicollo, il guanciale affumicato (vuffhjiulu). Importanti le castagne, l'uva,

## Geografia antropica
Serrastretta, come la gran maggioranza dei comuni calabresi, è tuttora soggetto al fenomeno dell'emigrazione verso il Nord Italia e l'estero.
Le frazioni che fanno parte del territorio comunale sono:
Cancello (con le contrade Nocelle e Salice): 658 abitanti;
Accaria (divisa in Quinzi, Palmatico e Accaria Rosario): 532 abitanti;
Migliuso (con la contrada Catene): 439 abitanti;
Angoli (con la contrada Crichi): 295 abitanti;                         
San Michele (con la contrada Maruchi): 100 abitanti;
Scarpelli (con le contrade Forestella e Viterale): 157 abitanti;
Serre (con la contrada Mancini): 39 abitanti.

## Economia

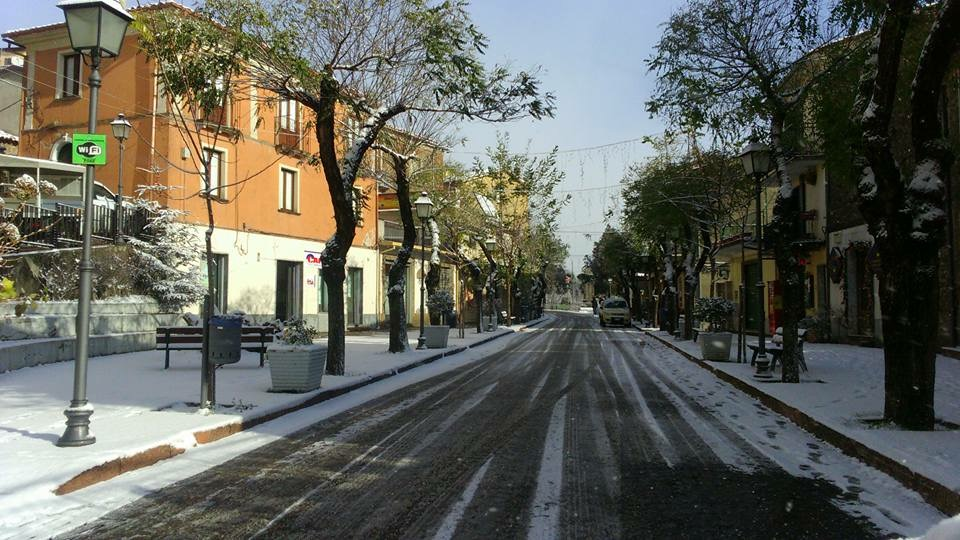
il corso di Serrastretta innevato

Da sempre Serrastretta è un centro importante per la produzione e il commercio di prodotti agricoli di ottima qualità come patate e pomodori. La raccolta delle castagne è diffusa e praticata in tutto il comune in quanto i castagneti ricoprono buona parte del territorio. Sulle pendici del monte Condrò sono numerose le aziende agricole che praticano l'allevamento di suini, ovini e bovini importanti per la produzione di ottimi formaggi e salumi. Ma la maggior parte delle attività si basano sulla lavorazione artigianale del legno che da sempre mette Serrastretta al primo posto, nel meridione, per la produzione di sedie. Il modello preferito in assoluto è quello della "Tredici Bis" particolare per la sua spalliera su cui vi è un disegno apportato con un'apposita pressa. Il legno maggiormente utilizzato per produrre le sedie serrastrettesi è il Faggio che anticamente veniva ricavato dalla faggeta comunale. Ad oggi sono solo due gli artigiani che producono ancora interamente a mano le sedie poiché le altre aziende hanno puntato di più sulla quantità sfruttando le nuove tecnologie. La produzione delle sedie è accompagnata da quella dei mobili in generale e degli infissi su misura.

## Infrastrutture e trasporti
Serrastretta condivide con il comune di Carlopoli una stazione ferroviaria percorsa dalla linea regionale che collega i territori interni posti tra Catanzaro e Cosenza. Serrastretta è servita da autobus in direzione Lamezia Terme in tutto il suo territorio. Nel territorio comunale di Serrastretta si trovano agriturismi ed altre attività legate al comparto alimentare e tecnico.

## Amministrazione
| Periodo                         | Primo Cittadino       | Partito      | Carica  | Note |
| ------------------------------- | --------------------- | ------------ | ------- | ---- |
| 6 Giugno 1993 - 27 Aprile 1997  | Antonio Molinaro      | PDS          | Sindaco |      |
| 27 Aprile 1997 - 28 Maggio 2006 | Ermanno Aiello        | Lista Civica | Sindaco |      |
| 29 Maggio 2006 - 17 Maggio 2011 | Renato Mascaro        | Lista Civica | Sindaco |      |
| 17 Maggio 2011 - 5 Ottobre 2021 | Felice Maria Molinaro | Lista Civica | Sindaco |      |
| 5 Ottobre 2021 - in carica      | Antonio Muraca        | Lista Civica | Sindaco |      |

## Sport

### Calcio
Serrastretta ha due squadre di calcio: l'U.S. Serrastretta, che gioca le sue partite casalinghe allo Stadio Comunale, e la A.S.D. Mac3 di Migliuso, Angoli, Cancello e San Michele, che gioca le sue partite casalinghe nel campo situato in località Catena, tra Migliuso e Angoli.
Colori sociali U.S. Serrastretta: Bianco-Verde
Colori sociali A.S.D. Mac3: Bianco-Blu

### Automobilismo
A Serrastretta si tiene una gara valida per il campionato italiano di slalom. Tale gran premio prende il nome di "Slalom Monte Condrò" e si svolge ogni autunno.